# Kolej dziecięca
Kolej dziecięca (także: kolej pionierska) – oświatowa instytucja kolejowa, umożliwiająca dzieciom i młodzieży praktyczną naukę zawodów związanych z kolejnictwem, popularna zwłaszcza w Związku Radzieckim i krajach bloku wschodniego oraz na ich byłym obszarze.
Ze względu na rozstaw szyn, koleje dziecięce zalicza się do kolei wąskotorowych. Część z nich funkcjonuje jako koleje parkowe.

## Lista kolei dziecięcych

### Armenia
- Erywań – Erywańska Kolej Dziecięca

### Azerbejdżan
- Baku – Bakijska kolej dziecięca
- Nachiczewan – Nachiczewańska kolej dziecięca

### Białoruś
- Mińsk – Mińska Kolej Dziecięca

### Bułgaria
- Płowdiw – Płowdiwska Kolej Dziecięca(inne języki) (bułg. Пионерска пловдивска железница)
- Kyrdżali

### Chiny
- Harbin

### Gruzja
- Tbilisi
- Rustawi (nieczynna)

### Kazachstan
- Ałmaty
- Karaganda
- Kokczetaw
- Pawłodar (obecnie nie istnieje)
- Szymkent

### Kuba
- Camagüey – Parque Camilo Cienfuegos
- Hawana (Havana Zoo)
- Hawana Parque Lenin (nieczynna)

### Litwa
- Ignalino

### Niemcy
- Berlin – Berlińska Kolej Parkowa (niem. Berliner Parkeisenbahn)[2], Wuhlheide
- Bernburg (Saale) – Kolej parkowa w Bernburgu (niem. Parkeisenbahn Bernburg)
- Chemnitz – Kolej Parkowa w Chemnitz (niem. Parkeisenbahn Chemnitz)
- Chociebuż – Kolej Parkowa w Chociebużu (niem. Parkeisenbahn Cottbus)
- Drezno – Drezdeńska Kolej Parkowa (niem. Dresdner Parkeisenbahn)
- Gera – Kolej parkowa w Gerze (niem. Parkeisenbahn Gera)[3]
- Görlitz – Gorlicka Kolej Parkowa Oldtimer (niem. Görlitzer Oldtimer Parkeisenbahn)[4]
- Halle (Saale) – Kolej Parkowa Peißnitzexpress Halle (Saale) (niem. Parkeisenbahn Peißnitzexpress Halle)[5]
- Leipzig – Lipska Kolej Parkowa (niem. Leipziger Parkeisenbahn)
- Magdeburg – Kolej Pionierska w Magdeburgu (niem. Pioniereisenbahn Magdeburg)
- Plauen – Kolej Parkowa Syratal Plauen (niem. Parkeisenbahn Syratal Plauen)[6]
- Vatterode (Mansfeld) – Kolej Parkowa Vatterode (niem. Parkeisenbahn Vatterode)

### Polska
- Kraków – Młodzieżowa Kolejka Wąskotorowa „Lajkonik”, kursująca w latach 1964-66 wzdłuż Wisły na trasie Salwator – Bielany[7]
- Poznań – Kolejka Parkowa Maltanka (w przeszłości była kolejką dziecięcą, dziś jest obsługiwana przez MPK Poznań)
- Podgrodzie – kolej dziecięca funkcjonująca w latach 1952–1964[8]

### Rosja
- Czelabińsk
- Czyta
- Jekaterynburg
- Irkuck
- Kazań
- Kemerowo

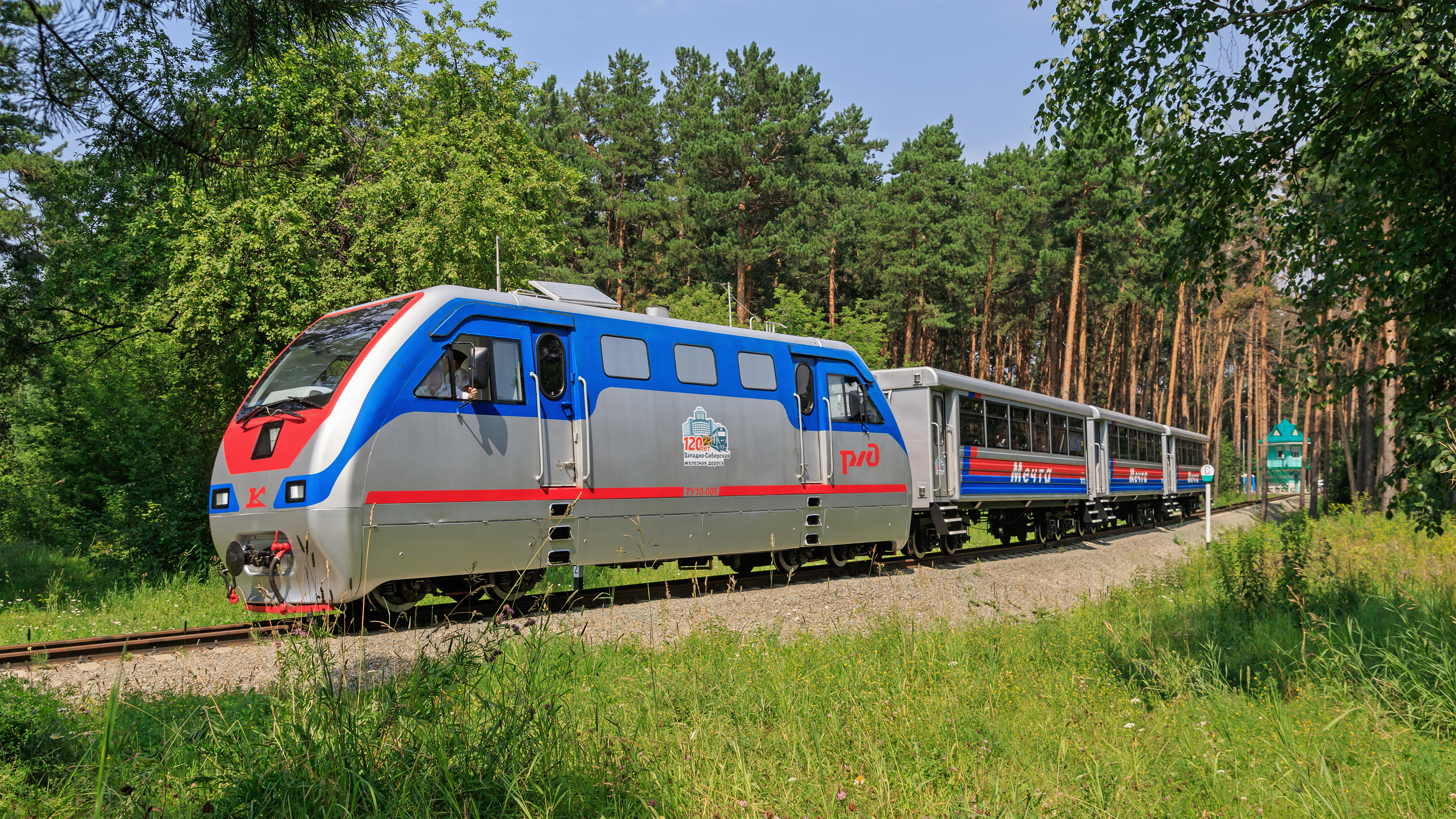
Pociąg na linii Nowosybirskiej Kolei Dziecięcej

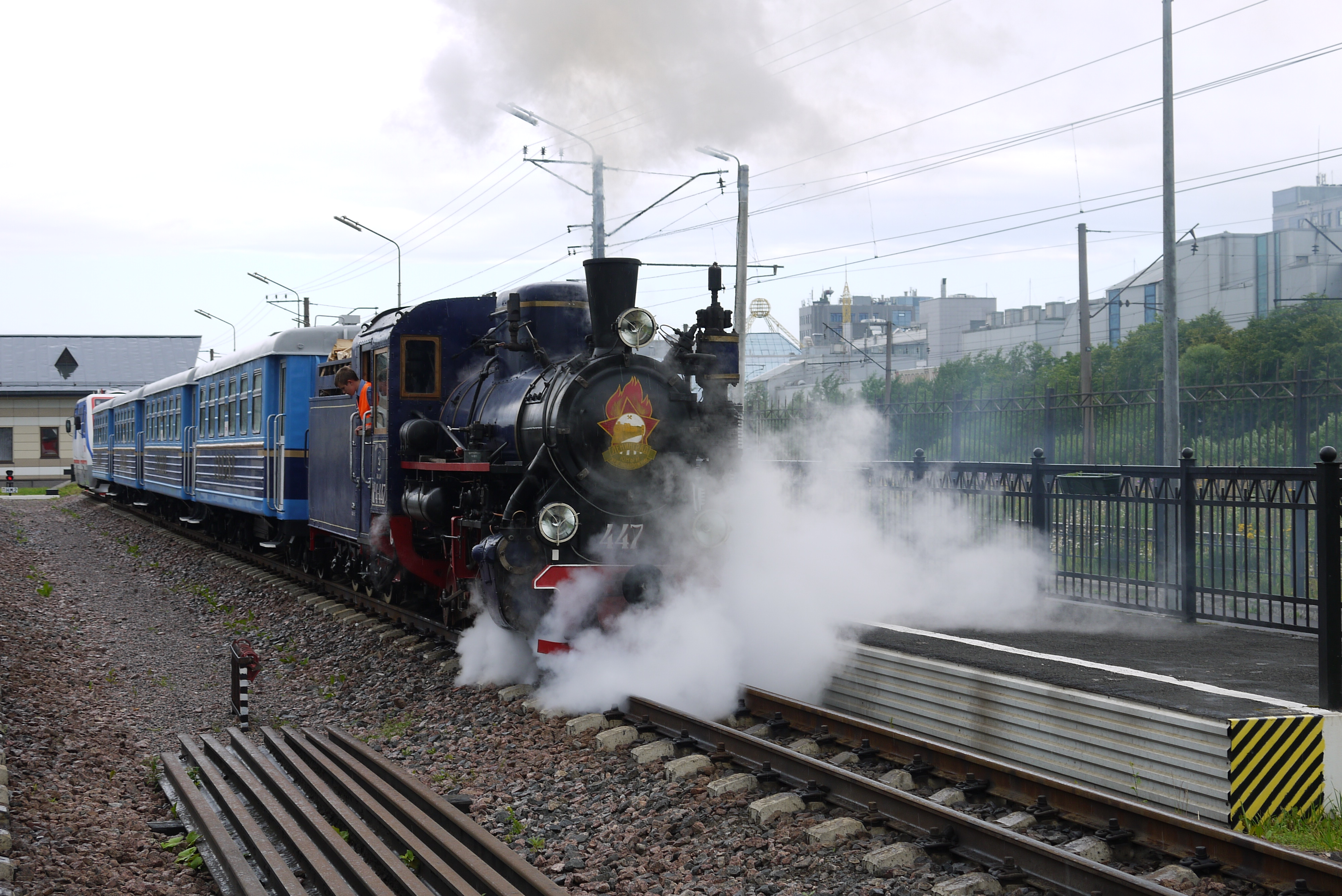
Kp4-447 Południowej Kolei Dziecięcej w Petersburgu

- Chabarowsk – Dalekowschodnia Kolej Dziecięca
- Krasnojarsk
- Kratowo
- Kurgan
- Liski
- Niżny Nowogród
- Nowomoskowsk
- Nowosybirsk – Mała Wschodnia Kolej Syberysjka,
- Orenburg
- Penza
- Rostów nad Donem
- Petersburg Sankt-Petersburg, Malaya Oktyabrskaya railway
- Swobodny
- Tiumeń
- Ufa
- Władykaukaz
- Wołograd
- Children's Railway Sakhalin, Jużnosachalińsk
- Jarosław

### Słowacja
- Koszyce – Koszycka Kolej Dziecięca

### Turkmenistan
- Aszchabad

### Ukraina
- Dniepr
- Donieck
- Charków
- Kijów – Kijowska Kolej Dziecięca
- Łuck
- Lwów – Lwowska Kolej Dziecięca
- Równe
- Użhorod
- Zaporoże

### Uzbekistan
- Dżyzak
- Taszkent

### Węgry
- Budapeszt – Kolejka dziecięca (Gyermekvasút)
- Pecz
- Nagycenk
- Tiszakécske – (nieczynna od 2009)

## Galeria

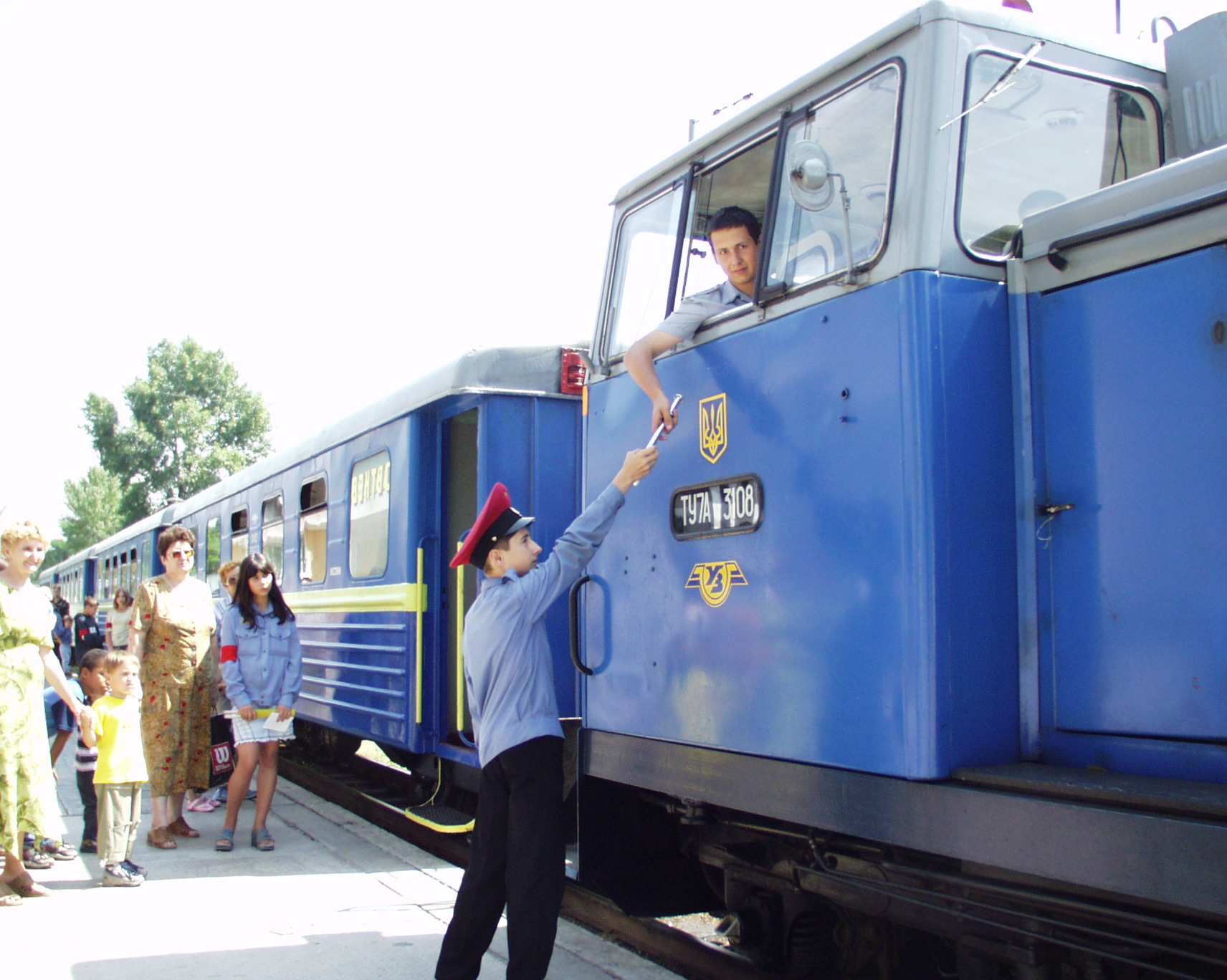
Maszyniści kolei dziecięcej w Zaporożu
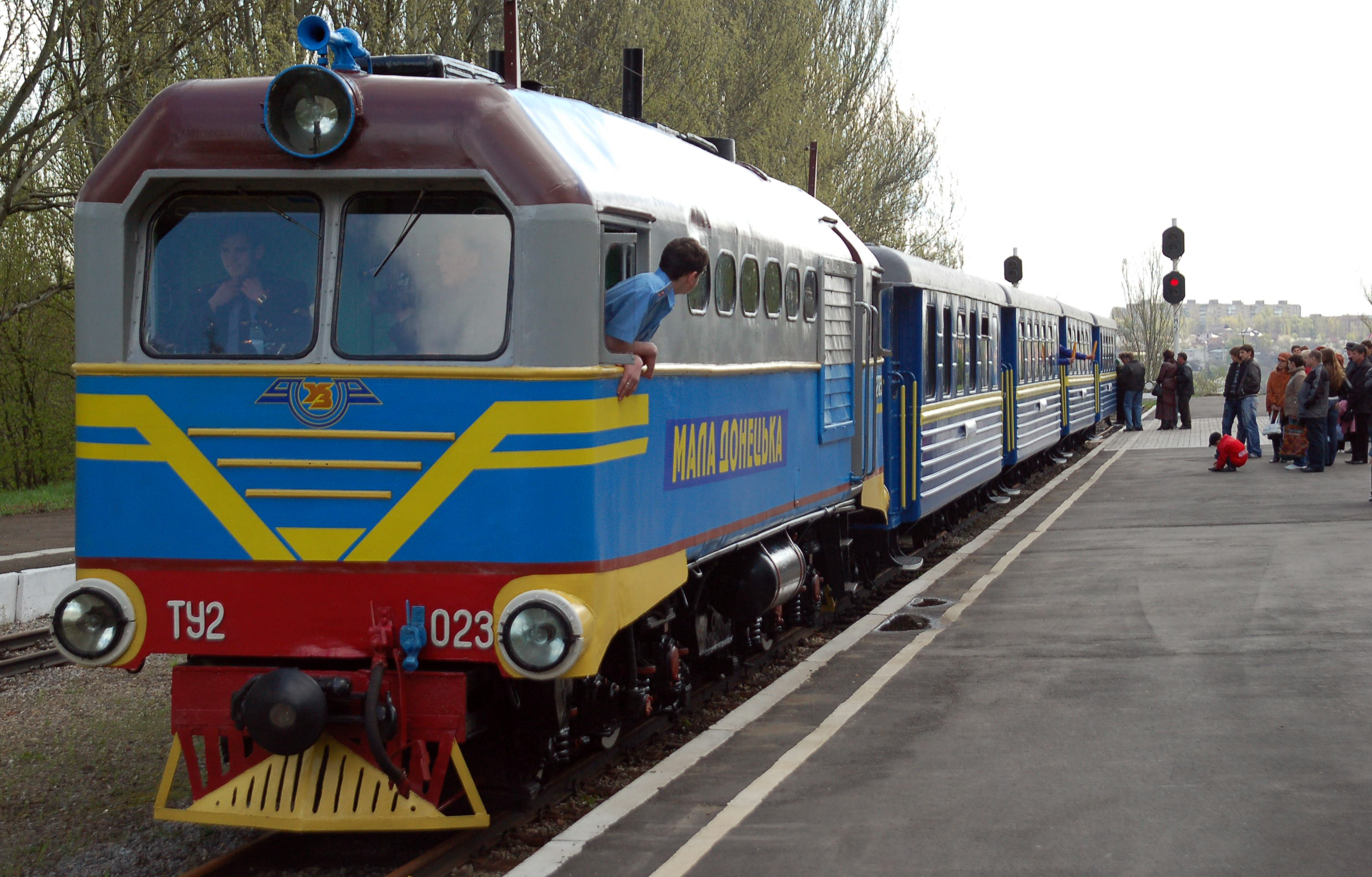
Często wykorzystywana w kolei dziecięcej lokomotywa TU2 (Donieck)
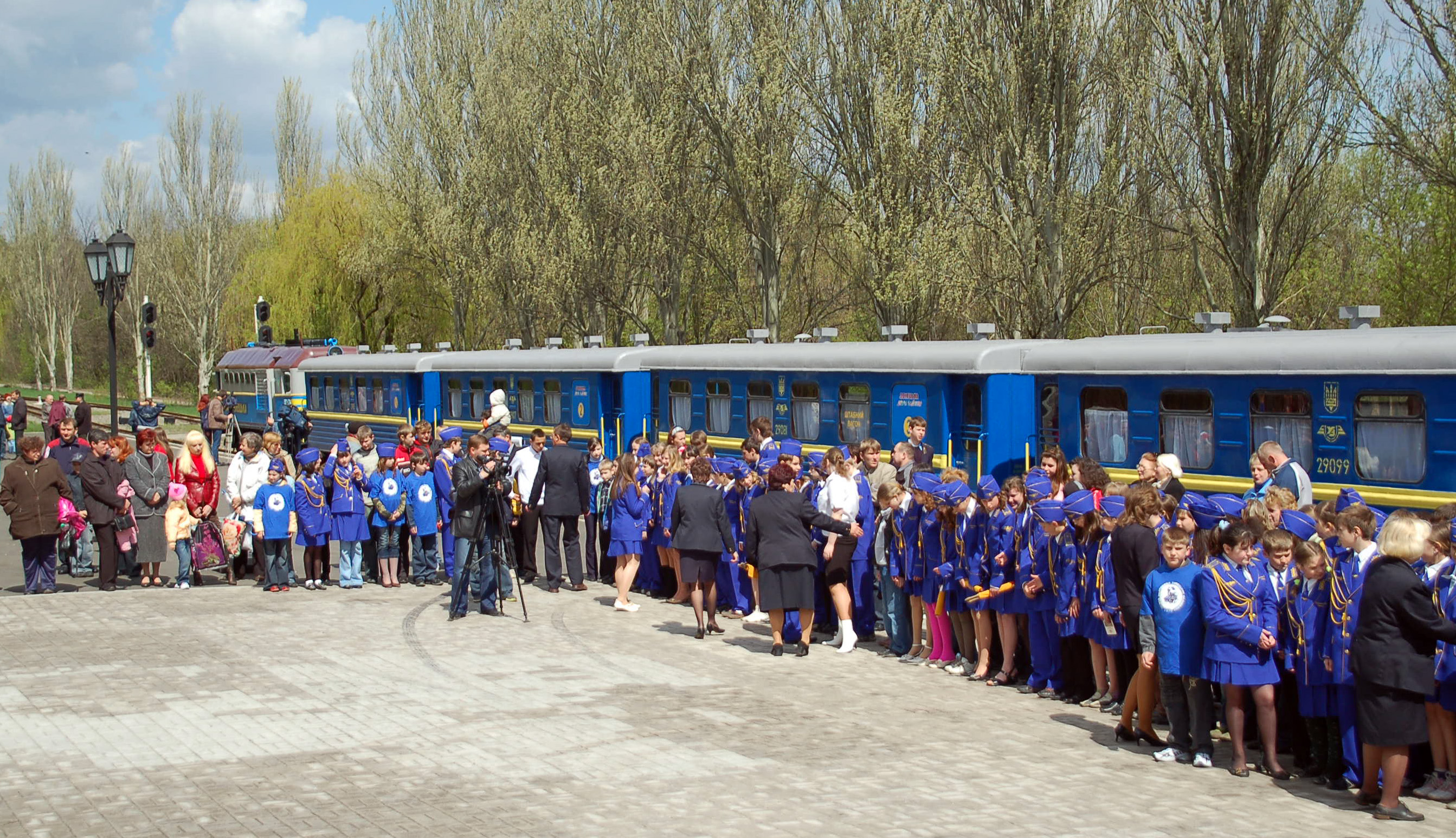
Uroczystość na kolei dziecięcej w Doniecku
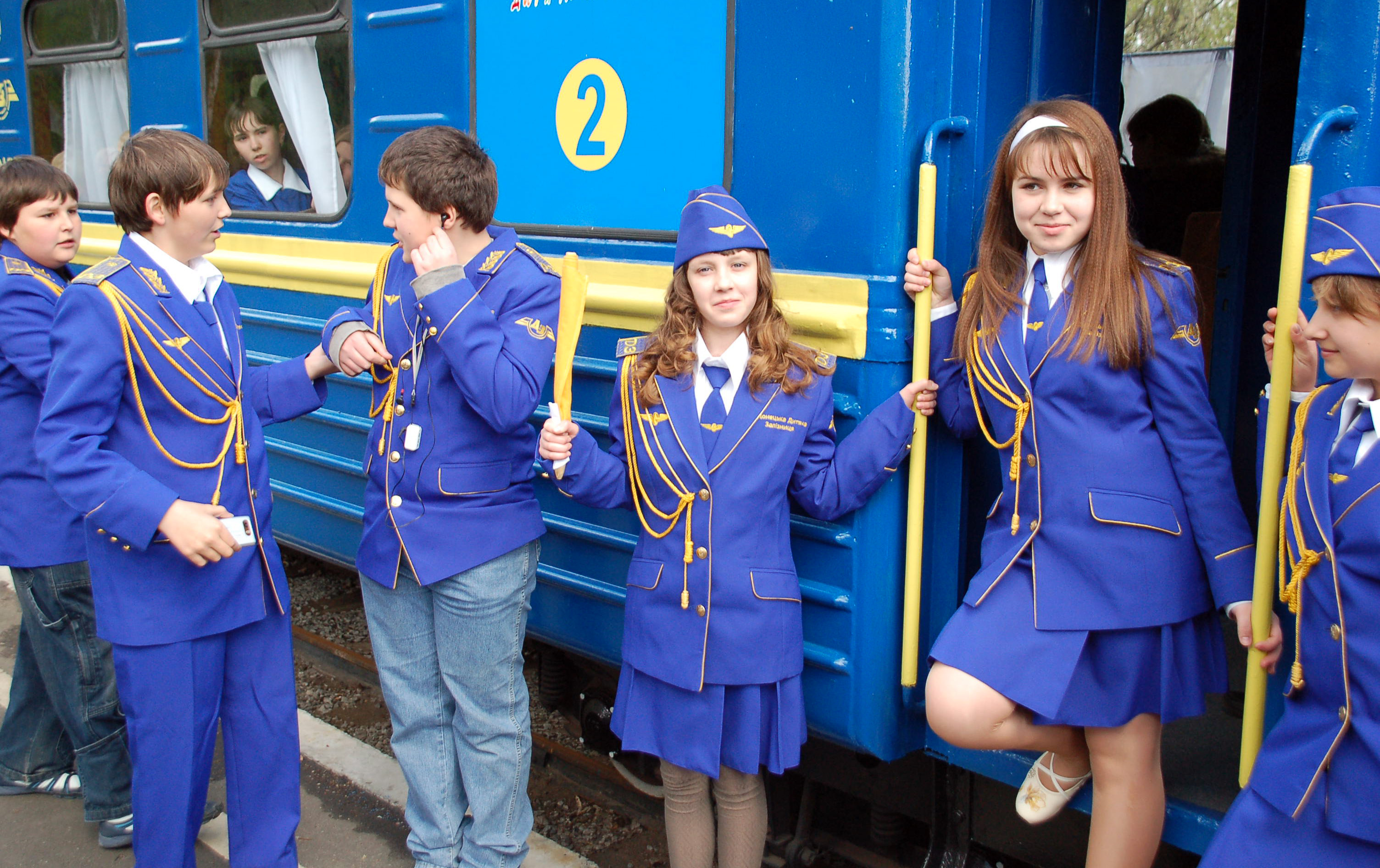
Załoga pociągu (Donieck)
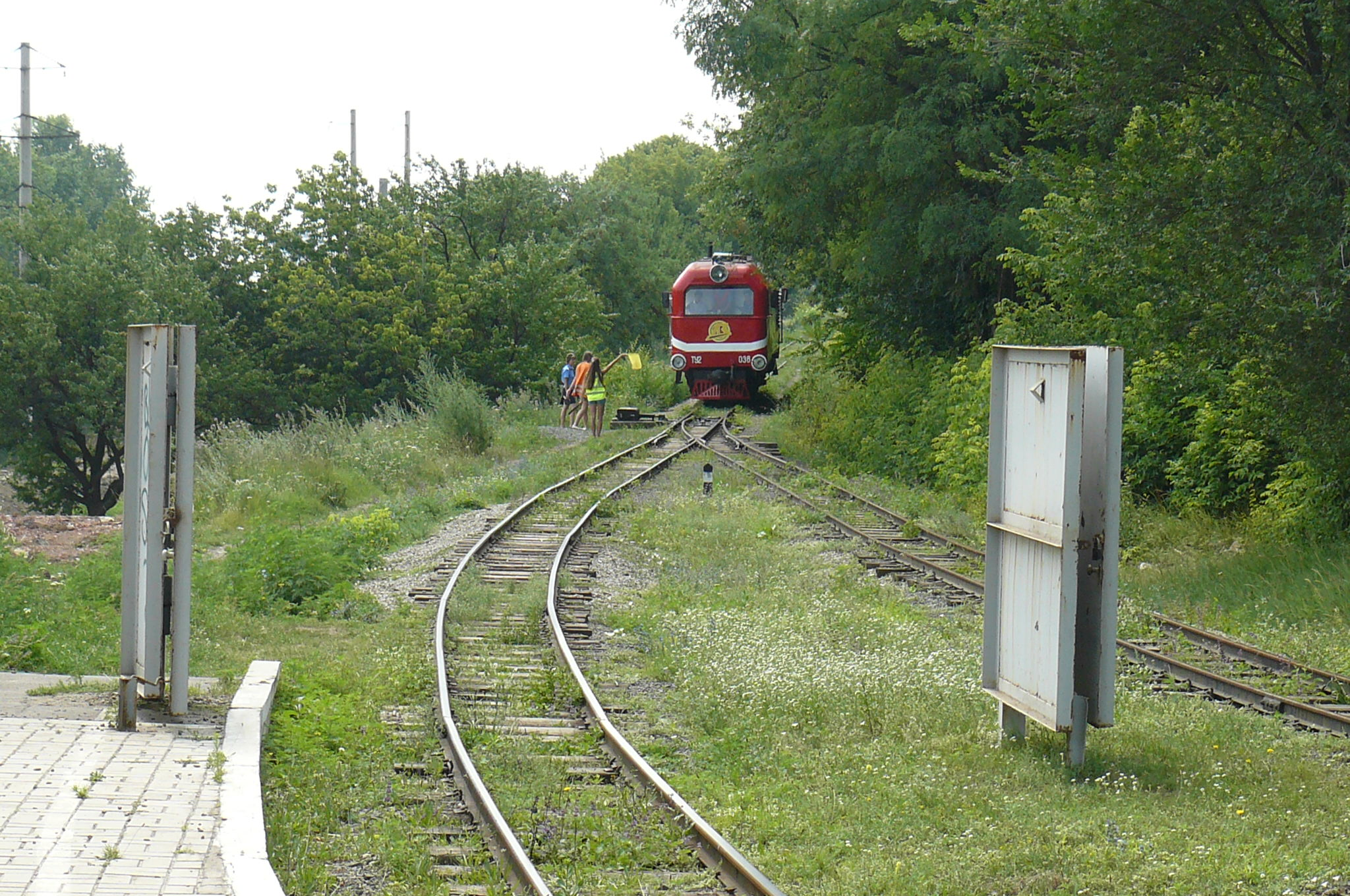
Praca przy zwrotnicy (Donieck)
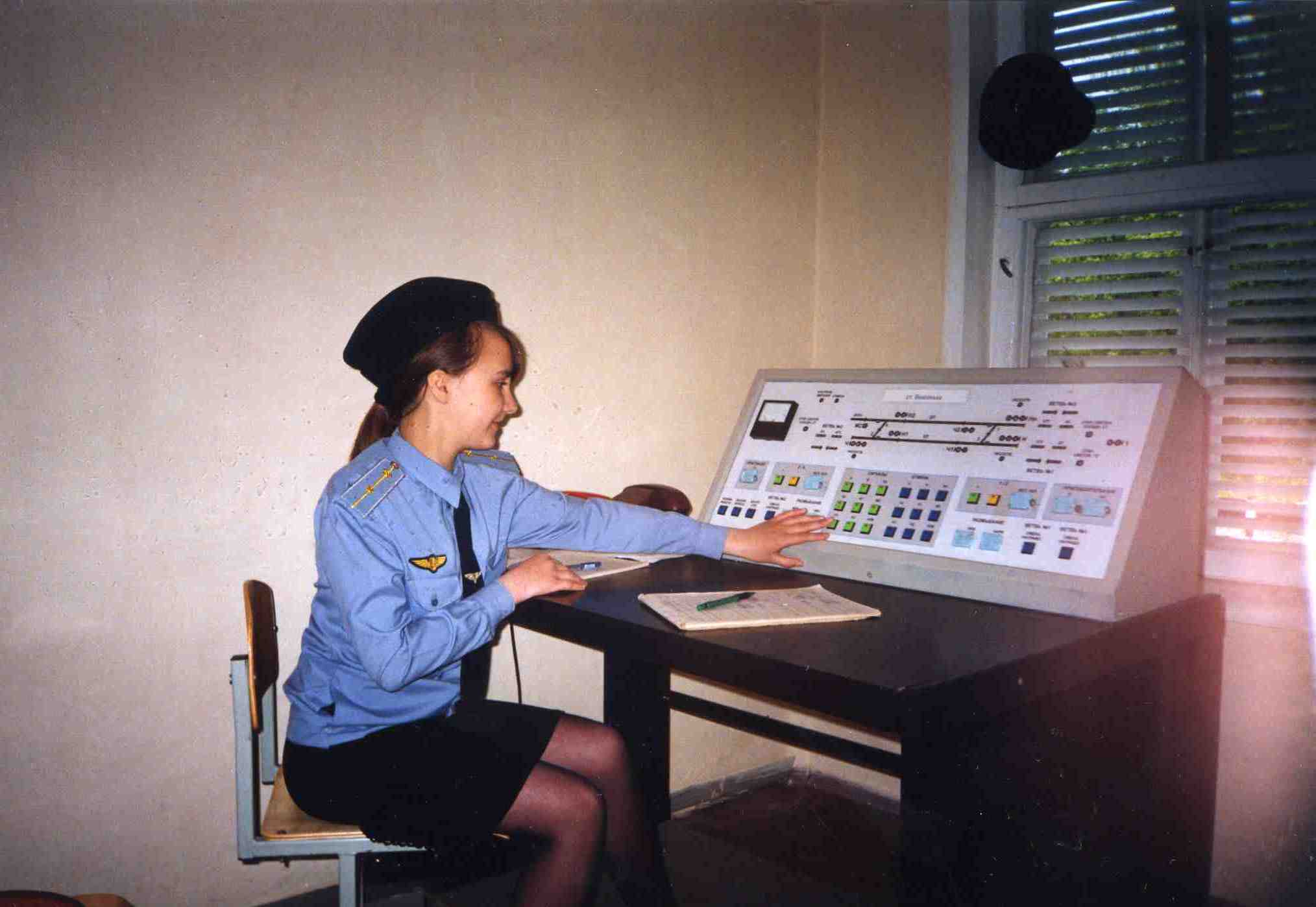
Centrala kolei dziecięcej w Kijowie
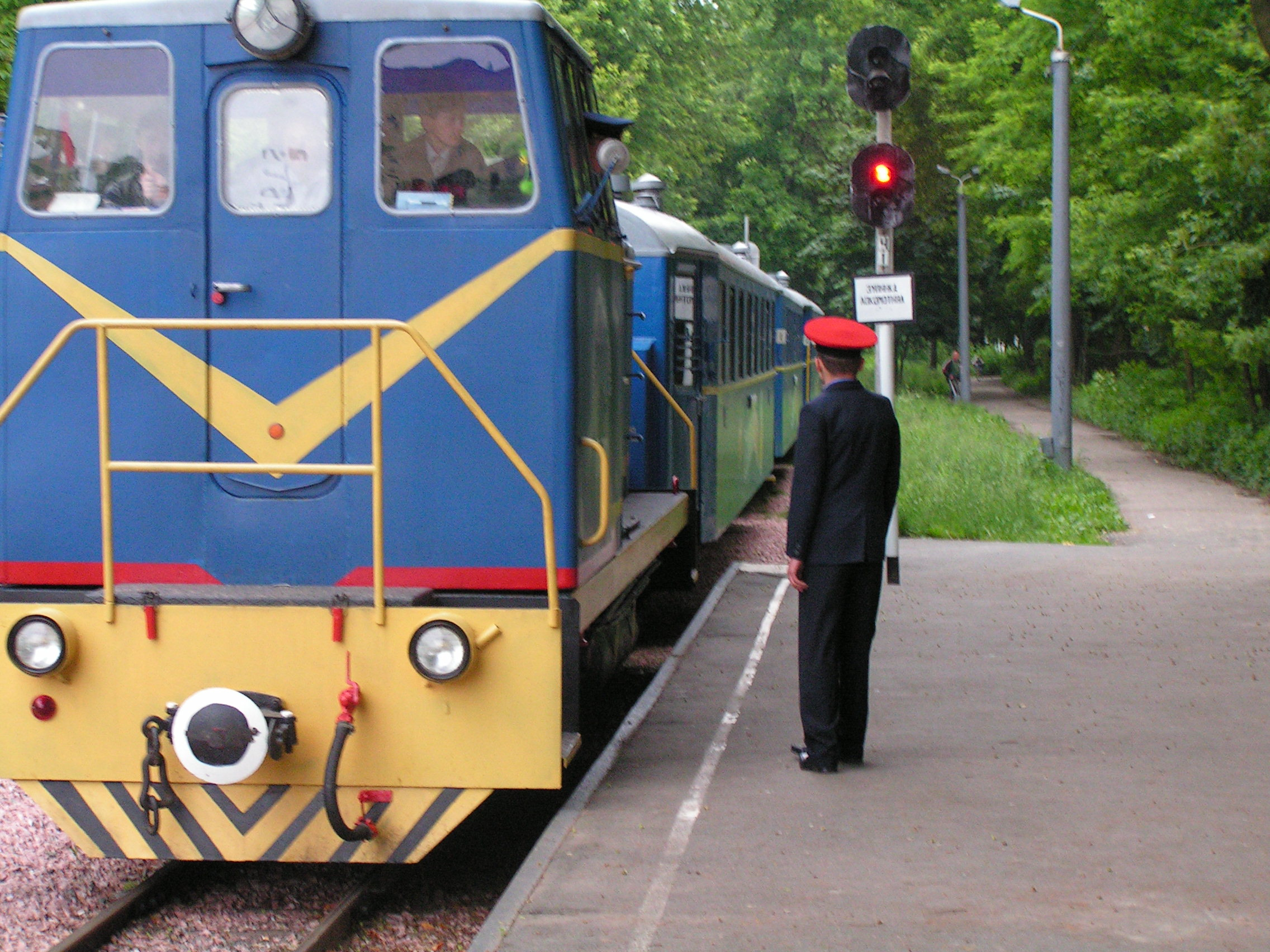
Pociąg przyjeżdżający na peron (Kijów)
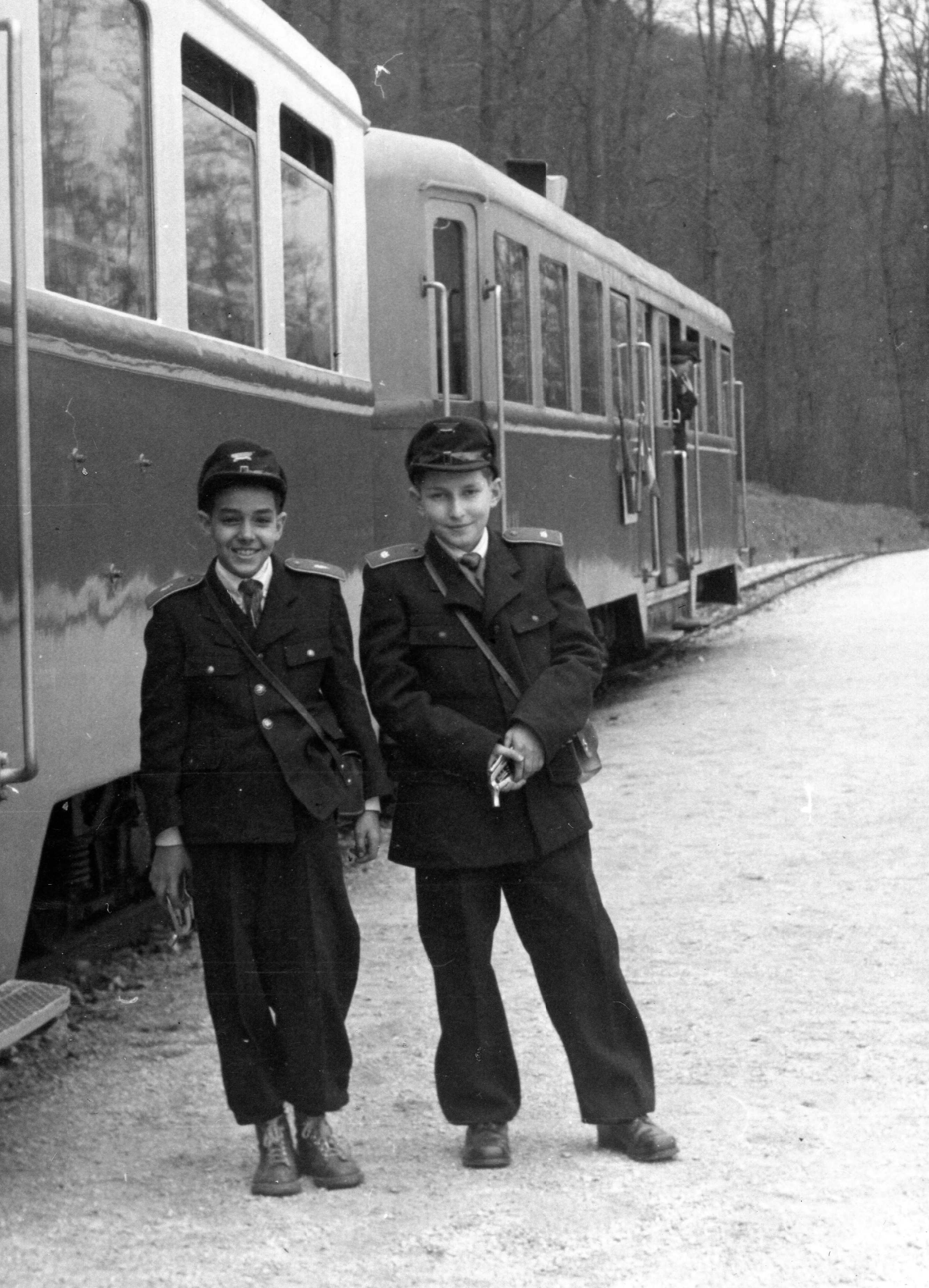
Kolej dziecięca w Budapeszcie
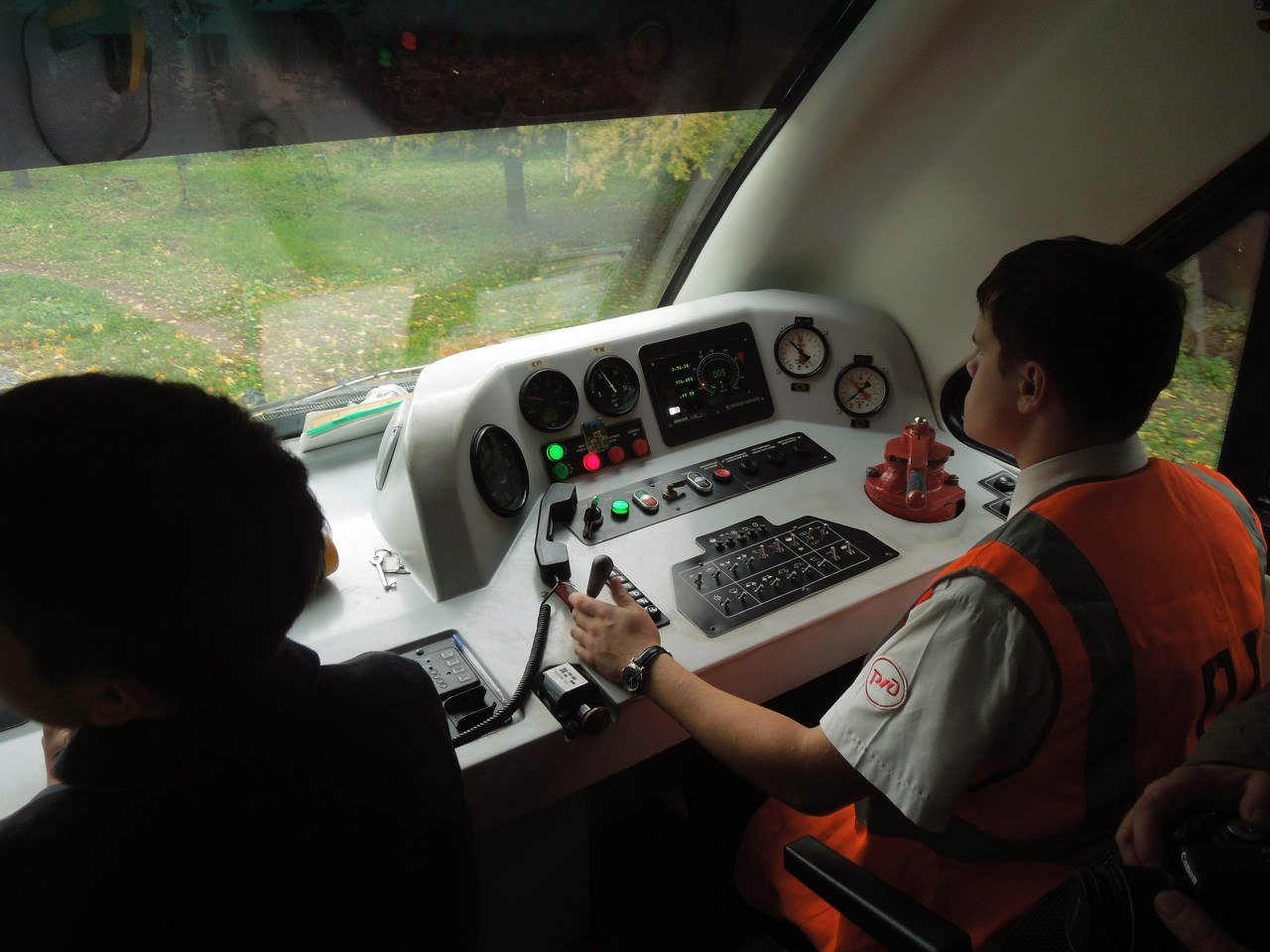
Sterowanie lokomotywą (Ufa)
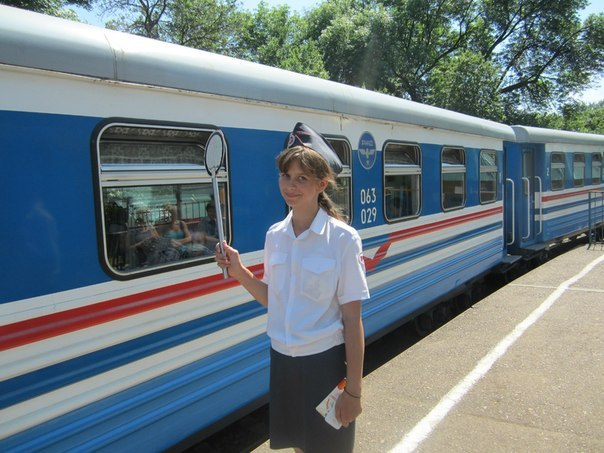
Odjazd pociągu (Ufa)
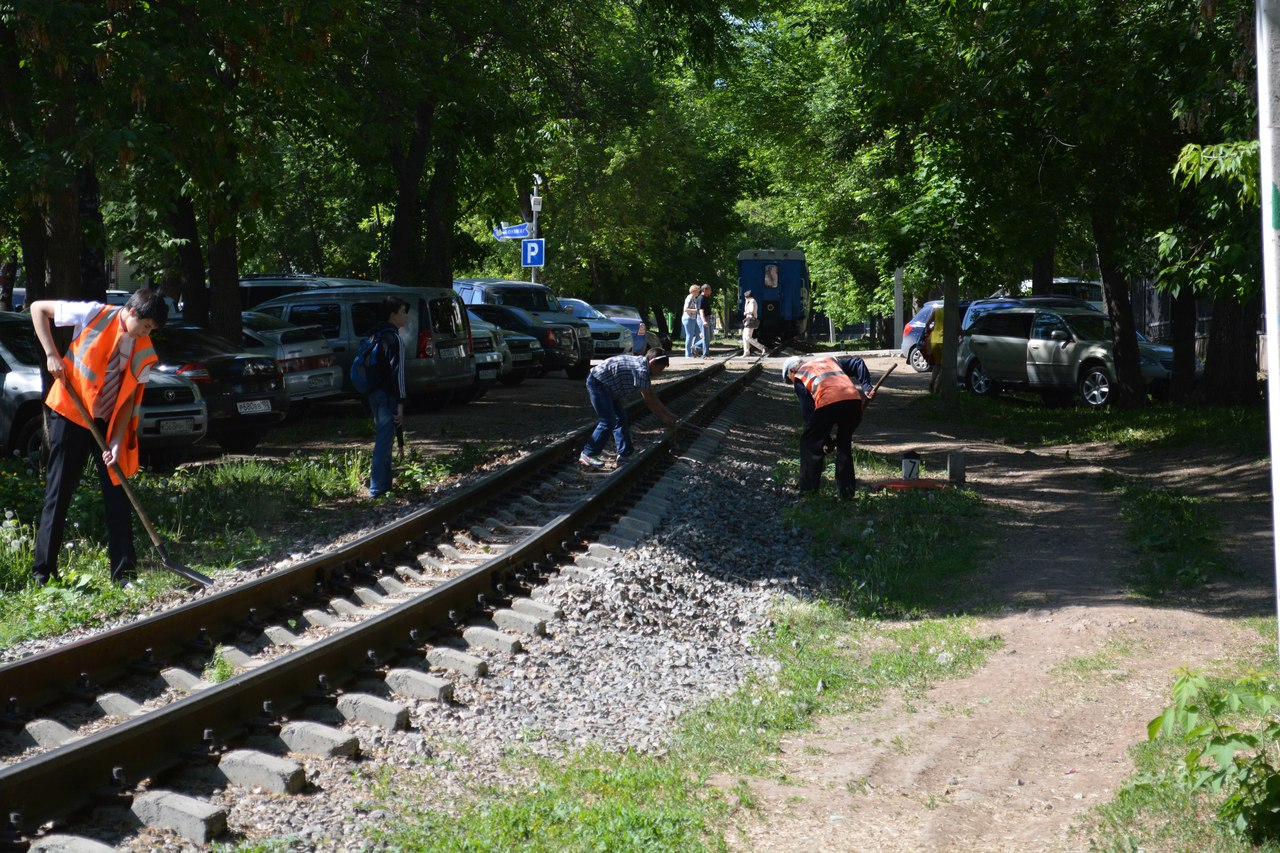
Prace przy torowisku (Ufa)